# 上中启三
上中启三（1876年6月29日—1960年1月11日）是一位日本化学家、药剂师。因担任高峰让吉的助手发现肾上腺素，返回日本后致力于开发肾上腺素的生产而闻名。

## 生平
1876年出生于日本兵库县，1886年进入大阪市一家教会学校学习英语和化学，之后进入大阪市道修町一家药品批发商担任店员，1891年考入大阪药学校（现大阪大学药学部），1894年通过药剂师国家试验资格成为一名药剂师。之后进入东京大学医学部药学科，师从日本近代药学鼻祖长井长义。1899年移居美国成为高峰让吉的助手，两人研究发现肾上腺素，1916年返回日本，加入三共公司（现第一三共株式会社），从事肾上腺素的生产。
1933年担任监事会成员后从三共退休，1960年去世，享年83岁。